# Campionatul Mondial de Gimnastică Artistică din 2014
Campionatul Mondial de Gimnastică Artistică din 2014 s-a desfășurat în perioada 3–12 octombrie 2014 la Nanning în China.

## Medaliați
| Probă             | Aur | Argint | Bronz |
| Masculin          | | | |
| Pe echipe         | China Cheng Ran Deng Shudi Lin Chaopan Liu Yang You Hao Zhang Chenglong Liu Rongbing                                          | Japonia Kohei Kameyama Ryohei Kato Shogo Nonomura Kenzo Shirai Yusuke Tanaka Kōhei Uchimura Kazuyuki Takeda | Statele Unite ale Americii Jacob Dalton Danell Leyva Sam Mikulak Alexander Naddour John Orozco Donnell Whittenburg Paul Ruggeri |
| Individual compus | Kōhei Uchimura (JPN) | Max Whitlock (GBR)                                                                                          | Yusuke Tanaka (JPN) |
| Sol               | Denis Ableazin (RUS) | Kenzo Shirai (JPN)                                                                                          | Diego Hypólito (BRA) |
| Cal cu mânere     | Krisztián Berki (HUN) | Filip Ude (CRO)                                                                                             | Cyril Tommasone (FRA) |
| Inele             | Liu Yang (CHN) | Arthur Zanetti (BRA)                                                                                        | You Hao (CHN) · Denis Ablyazin (RUS)                                                                                            |
| Sărituri          | Ri Se-gwang (PRK) | Ihor Radivilov (UKR)                                                                                        | Jacob Dalton (USA) |
| Paralele          | Oleh Verneaiev (UKR) | Danell Leyva (USA)                                                                                          | Ryohei Kato (JPN) |
| Bară fixă         | Epke Zonderland (NED) | Kōhei Uchimura (JPN)                                                                                        | Marijo Možnik (CRO) |
| Feminin           | | | |
| Pe echipe         | Statele Unite ale Americii Kyla Ross Simone Biles Mykayla Skinner Alyssa Baumann Madison Kocian Ashton Locklear Madison Desch | China Yao Jinnan Chen Siyi Shang Chunsong Huang Huidan Bai Yawen Tan Jiaxin Xie Yufen                       | Rusia Aliya Mustafina Tatiana Nabieva Ekaterina Kramarenko Alla Sosnitskaya Daria Spiridonova Maria Kharenkova Polina Fedorova  |
| Individual compus | Simone Biles (USA) | Larisa Iordache (ROU)                                                                                       | Kyla Ross (USA) |
| Sărituri          | Hong Un-jong (PRK) | Simone Biles (USA)                                                                                          | Mykayla Skinner (USA) |
| Paralele inegale  | Yao Jinnan (CHN) | Huang Huidan (CHN)                                                                                          | Daria Spiridonova (RUS) |
| Bârnă             | Simone Biles (USA) | Bai Yawen (CHN)                                                                                             | Aliya Mustafina (RUS) |
| Sol               | Simone Biles (USA) | Larisa Iordache (ROU)                                                                                       | Aliya Mustafina (RUS) |

## Clasament pe medalii
| Loc   | Țară                       | Aur | Argint | Bronz | Total |
| ----- | -------------------------- | --- | ------ | ----- | ----- |
| 1     | Statele Unite ale Americii | 4   | 2      | 4     | 10    |
| 2     | China                      | 3   | 3      | 1     | 7     |
| 3     | Coreea de Nord             | 2   | 0      | 0     | 2     |
| 4     | Japonia                    | 1   | 3      | 2     | 6     |
| 5     | Ucraina                    | 1   | 1      | 0     | 2     |
| 6     | Rusia                      | 1   | 0      | 5     | 6     |
| 7     | Ungaria                    | 1   | 0      | 0     | 1     |
| 7     | Țările de Jos              | 1   | 0      | 0     | 1     |
| 9     | România                    | 0   | 2      | 0     | 2     |
| 10    | Brazilia                   | 0   | 1      | 1     | 2     |
| 10    | Croația                    | 0   | 1      | 1     | 2     |
| 12    | Marea Britanie             | 0   | 1      | 0     | 1     |
| 13    | Franța                     | 0   | 0      | 1     | 1     |
| Total | Total                      | 14  | 14     | 15    | 43    |

## Legături externe
- en  nanning2014gymnastics.com Arhivat în 30 iulie 2014, la Wayback Machine., site-ul oficial